# Norbert Visy
Norbert Visy (* 13. Februar 1983 in Szeged)  ist ein ehemaliger österreichischer Handballspieler ungarischer Herkunft.

## Karriere
Der gebürtige Ungar spielte das erste Mal mit TJ Štart Nové Zámky im  EHF-Europapokal der Pokalsieger 2005/06 international, schied jedoch gegen den HSG Nordhorn in der 1. Runde aus. Mit TJ Štart Nové Zámky wurde Visy in der Saison 2006/07 und 2007/08 jeweils Drittplatzierter der slowakische Extraliga. Ab der Saison 2008/09 wechselte Visy für ein Jahr in seine Heimat zum Tatabánya KC. Danach wechselte er nach Österreich zum UHK Krems. Mit den Niederösterreichern nahm er in der Saison 2010/11 erneut am EHF-Europapokal der Pokalsieger 2010/11 teil und erreichte mit der Mannschaft das Achtelfinale, in dem man sich jedoch gegen den schwedischen Erstligisten HK Drott geschlagen geben musste. 2018 beendete der Flügelspieler seine Karriere.
Neben seiner Tätigkeit als Trainer ist er als Dip. Sportlehrer beschäftigt. Er studierte Education Leadership MA Universität für Weiterbildung Krems.
2015 wurde Visy österreichischer Staatsbürger.  Er is verheiratet, Vater eines Sohnes.

## HLA-Bilanz
| Saison    | Verein    | Spielklasse | Tore | 7-Meter        | Feldtore |
| --------- | --------- | ----------- | ---- | -------------- | -------- |
| 2009/10   | UHK Krems | HLA         | 148  | 55/71          | 93       |
| 2010/11   | UHK Krems | HLA         | 119  | 27/39          | 92       |
| 2011/12   | UHK Krems | HLA         | 111  | 19/26          | 92       |
| 2012/13   | UHK Krems | HLA         | 118  | 12/19          | 106      |
| 2013/14   | UHK Krems | HLA         | 76   | 4/4            | 72       |
| 2014/15   | UHK Krems | HLA         | 134  | 43/52          | 91       |
| 2015/16   | UHK Krems | HLA         | 92   | 3/6            | 89       |
| 2016/17   | UHK Krems | HLA         | 65   | 0/0            | 65       |
| 2017/18   | UHK Krems | HLA         | 37   | 3/4            | 34       |
| 2009–2018 | gesamt    | HLA         | 800  | 166/221 (75 %) | 643      |

## Erfolge
- 1× Österreichischer Pokalsieger (mit dem UHK Krems)